# Banain B
Banain B is een bestuurslaag in het regentschap Timor Tengah Utara van de provincie Oost-Nusa Tenggara, Indonesië. Banain B telt 341 inwoners (volkstelling 2010).